# Awamiförbundet

Awamiförbundet

Awamiförbundet (eng. först East Pakistan Awami Muslim League, senare Awami League) är ett politiskt parti grundat av aktiva i Bengal Provincial Muslim League under ledning av Husein Shahid Suhrawardi och Abul Hashim i Dhaka i den pakistanska provinsen Östpakistan 23 juni 1949. Till förste partiledare valdes Maulana Abdul Hamid Khan Bhasani. I det ursprungliga 42-punktsprogrammet krävdes regional autonomi för Östpakistan och att bengali erkändes som officiellt språk i Pakistan.
Under militärdiktaturen ledd av Mohammad Ayub Khan 1958-1969 växte Awamiförbundets inflytande i Östpakistan och man blev den ledande kraften i den dåvarande autonomirörelsen, med schejk Mujibur Rahman som partiledare. Den sistnämnde lade vid ett möte mellan de pakistanska oppositionspartierna i Lahore i februari 1966 fram ett 6-punktsprogram av stor betydelse
1. Federal parlamentarism med allmän rösträtt
2. All makt till delstaterna, med undantag för utrikespolitik och försvar
3. Separata valutor för Väst- och Östpakistan
4. Beskattningsrätt för delstaterna
5. Rätt för delstaterna att bedriva utrikeshandelspolitik och sluta handelsavtal
6. Rätt för delstat att hålla paramilitära styrkor.

Mujibur Rahmans 6-punktsprogram ledde till att han åtalades i det s.k. Agartala conspiracy case (1968). Detta mål ledde sedan 1969 till uppror och att Ayub Khan tvingades avgå. I de allmänna val som sedan hölls 1970 vann Awamiförbundet inte mindre än 160 av de 162 parlamentsmandaten från Östpakistan, vilket gav partiet egen majoritet (167 av 313) i det pakistanska parlamentet.
Den nya militärjuntan under Yahya Khan tillät dock inte att Awamiförbundet bildade regering, utan inledde istället militära operationer i Östpakistan, och inbördeskriget var ett faktum. Sedan Indien intervenerat på separatisternas sida i Östpakistan tvingades den västpakistanska militärjuntan 16 december 1971 erkänna sig besegrad och se Bangladesh utropas som självständig stat. Under självständighetsperioden har Awamiförbundet befunnit sig i regeringsställning under två perioder om totalt 8,5 år, först med Mujibur Rahman som premiärminister (1972-1975), sedan under ledning av Mujibur Rahmans dotter, schejk Hasina Wajed (1996-2001).
Awamiförbundet vann valet 2008 och har sedan dess hållit sig kvar vid makten. Premiärminister Sheikh Hasina anklagas för att ha blivit alltmer auktoritär under Awamiförbundets långa regeringsperiod.